# Simulium rubtzovi
Simulium rubtzovi är en tvåvingeart som beskrevs av John Smart 1945. Simulium rubtzovi ingår i släktet Simulium och familjen knott. Arten är reproducerande i Sverige. Inga underarter finns listade i Catalogue of Life.